# Hilizoroilawa
Hilizoroilawa is een bestuurslaag in het regentschap Nias Selatan van de provincie Noord-Sumatra, Indonesië. Hilizoroilawa telt 819 inwoners (volkstelling 2010).